# Tarka levélmoly

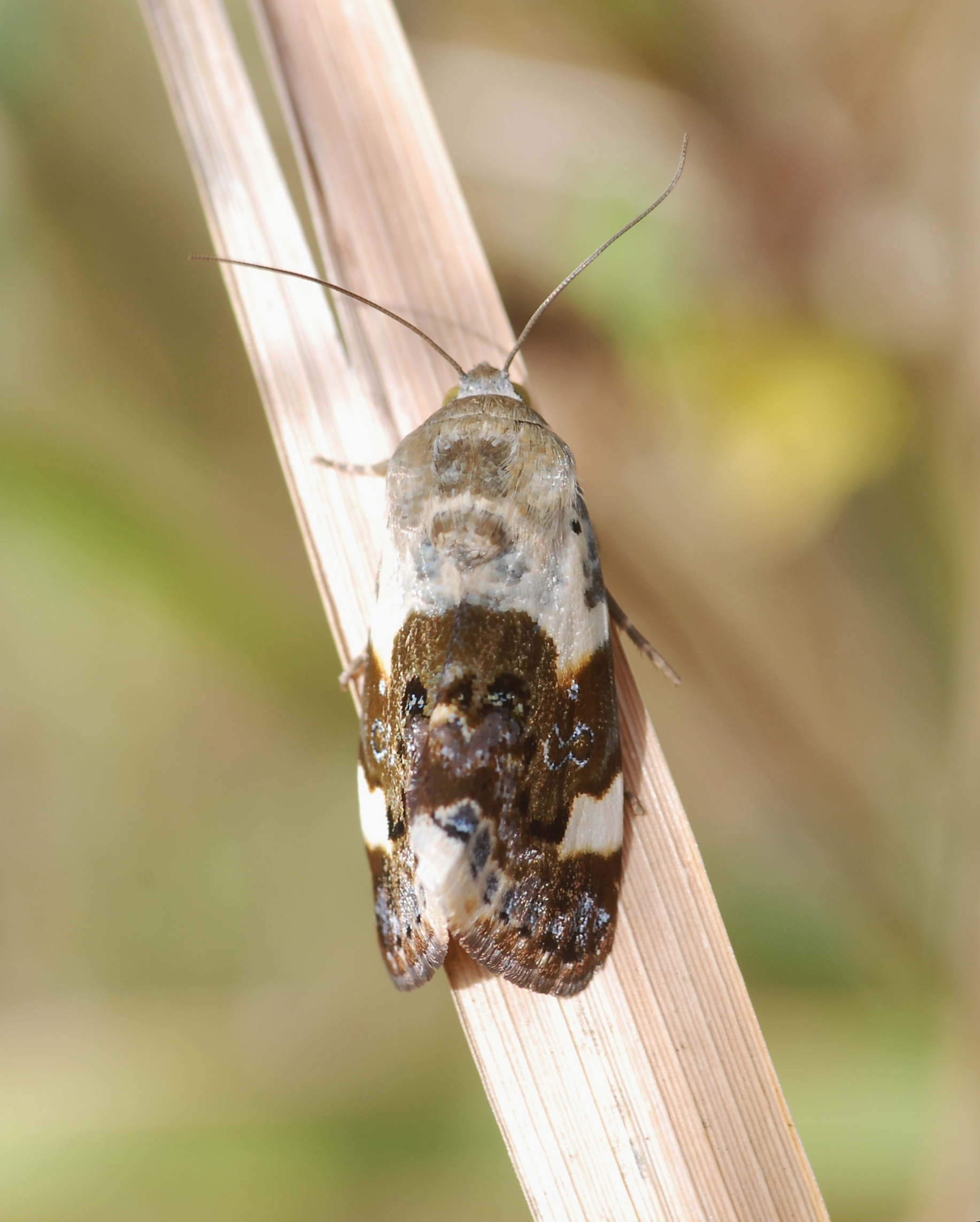

A tarka levélmoly (Acleris variegana) a valódi lepkék (Glossata) alrendjébe tartozó sodrólepkefélék (Tortricidae) családjának egyik, hazánkban is honos faja.

## Elterjedése, élőhelye
Európában, Kínában, Észak-Afrikában és Kis-Ázsiában honos faj, amit már Észak-Amerikába is behurcoltak. Magyarországon mindenfelé megtalálható.

## Megjelenése
Szárnyát bonyolult, fehér-barna mintázat díszíti. A szárny fesztávolsága 13–23 mm.

## Életmódja
Egy évben két nemzedéke kel ki, ezért évente kétszer károsít. A fiatal hernyók összeszőtt levelek között telelnek át. Tavasszal a megtámadott hajtások eltorzulnak, a levelek összesodródnak, a hernyók fehér szövedékkel összehúzzák őket. Az első generáció hernyói a torzult hajtás belsejében szőtt laza gubóban alakulnak bábbá. A második hernyónemzedék június végétől–júliustól októberig táplálkozik az összeszőtt levelek között, majd áttelel, és tavasszal folytatja a táplálkozást.
Polifág faj; a gyümölcsfákon kívül tápnövényei közé tartozik:
- a szamóca (Fragaria) fajok,
- a vérfű (Sanguisorba) fajok,
- a fekete áfonya (Vaccinium myrtillus)

és más növények is. Hazánkban ez a faj a gyümölcsösök tavaszi kártevő együttesének alkalmi tagja, amit potenciális kártevőnek tartanak. Kártételét bogyós gyümölcsökön is észlelték.

## Külső hivatkozások
- Mészáros Zoltán – Szabóky Csaba: A magyarországi molylepkék gyakorlati albuma. Budapest: Agroinform. 2005.  arch Hozzáférés: 2018. április 6. (PDF)